# Episemion callipteron
Episemion callipteron és una espècie de peix de la família dels aploquílids i de l'ordre dels ciprinodontiformes.

## Morfologia
Els mascles poden assolir els 4 cm de longitud total.

## Distribució geogràfica
Es troba a Àfrica: Gabon i Guinea Equatorial.